# Brachistosternus holmbergi
Espèce
Brachistosternus holmbergi est une espèce de scorpions de la famille des Bothriuridae.

## Distribution
Cette espèce est endémique de la province de Jujuy en Argentine.

## Étymologie
Cette espèce est nommée en l'honneur d'Eduardo Ladislao Holmberg.

## Publication originale
- Carbonell, 1923 : Una nueva especie de escorpion. Physis Buenos Aires, vol. 6, p. 358–359.